# Przeciw akademikom
Przeciw akademikom (Contra academicos) – dialog Św. Augustyna ukończony około 22 listopada 386 roku w Cassiciacum. Dzieło podzielone jest na trzy księgi; pierwsza z nich nawiązuje do dialogu Cycerona Hortensjusz, dwie pozostałe zawierają krytykę sceptycyzmu Akademii i nawiązują do innego dzieła Cycerona – Ksiąg akademickich.